# Coriolisov protokomjer
Coriolisov protokomjer ili maseni protokomjer se sastoji od dvije paralelne cijevi savite u obliku slova U kroz koje protječe tekućina u istom smjeru. Način rada zasniva se na uvijanju (torziji) cijevi koje titraju a kroz njih protječe tekućina. Gornja i donja cijev titraju suprotno, tako da kada se gornja cijev kreće prema gore, donja cijev ima suprotan smjer kretanja. Titranje je pobuđeno elektromagnetskim djelovanjem i dolazi do rezonancije kada cijevi titraju vlastitom ili prirodnom frekvencijom. Frekvencija titraja je od 100 do 300 Hz s vrlo malom amplitudom, manjom od 1 mm. Zbog Coriolisove sile tekućina djeluje silom na stjenke cijevi i dolazi do njihovog savijanja (torzije) i pomaka u titranju.
Pojava da se na tijelo, ili tekućinu, koja se giba i istovremeno rotira djeluje osim centrifugalne sile i Coriolisova sila, koristi se za maseni protokomjer. Coriolisovo ubrzanje (sila) djeluje uvijek okomito na prividnu brzinu tijela i kutnu brzinu rotacije. Djelovanje Coriolisove sile možemo zapaziti kada tekućina istječe iz posude (npr. slivnika ili kade) jer zbog nje istovremeno uz istjecanje dolazi i do rotacije tekućine. Na sjevernoj polutki Zemlje rotacija tekućine je u smjeru zakretanja kazaljke na satu, a na južnoj polutci je u suprotnom smjeru.
Prednosti Coriolisovog protokomjera su:
- klasa točnosti 0,2 %,
- izuzetno prikladan za mjerenje protoka u procesnoj industriji,
- jednostavno mjerenje s nenewtonskim tekućinama (tekućine koje odstupaju od laminarnog strujanja) i tekućinama s visokom viskoznošću.[2]